# Anochetus faurei
Anochetus faurei är en myrart som beskrevs av Arnold 1948. Anochetus faurei ingår i släktet Anochetus och familjen myror. Inga underarter finns listade i Catalogue of Life.

## Bildgalleri

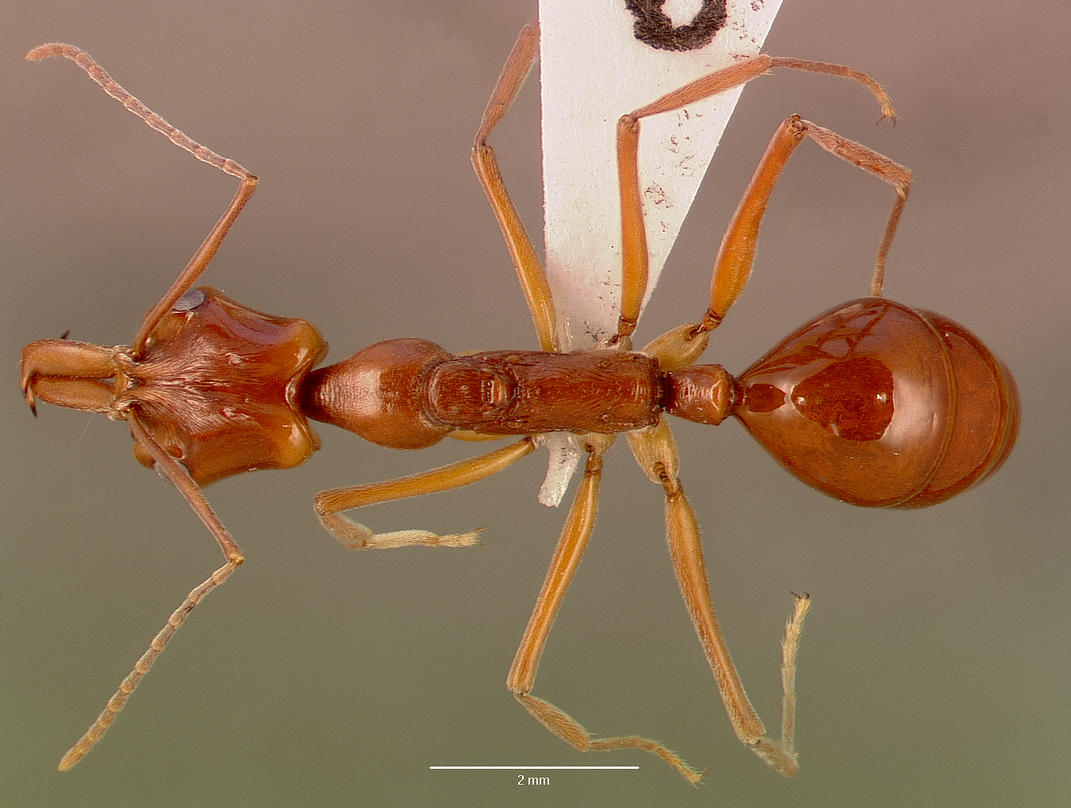
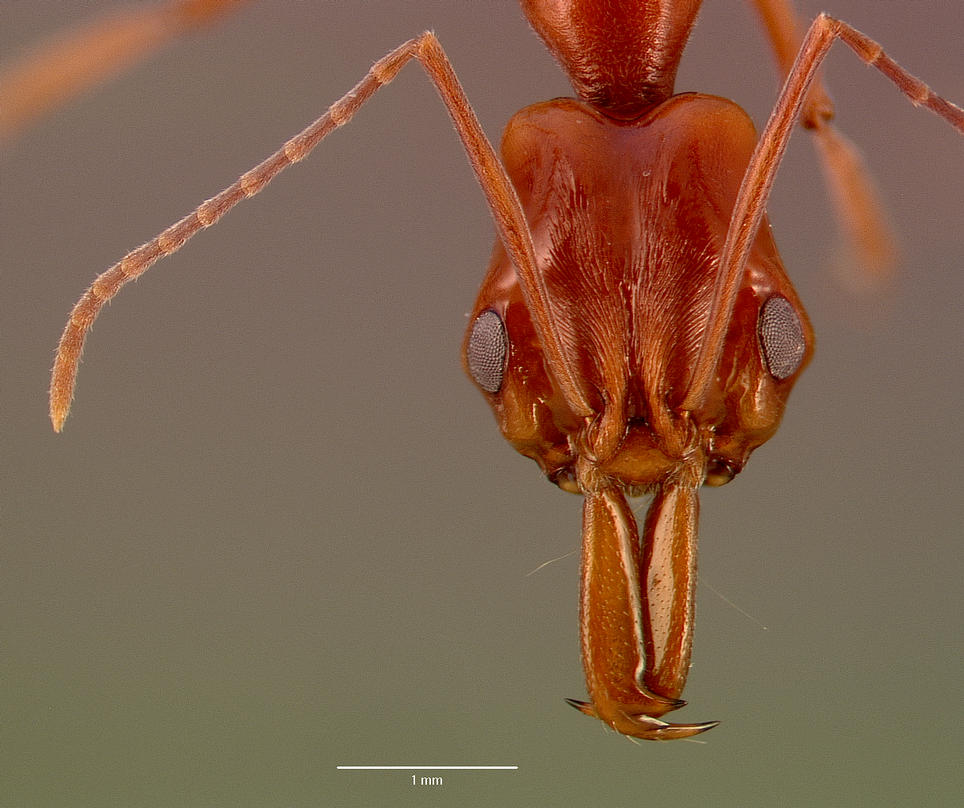
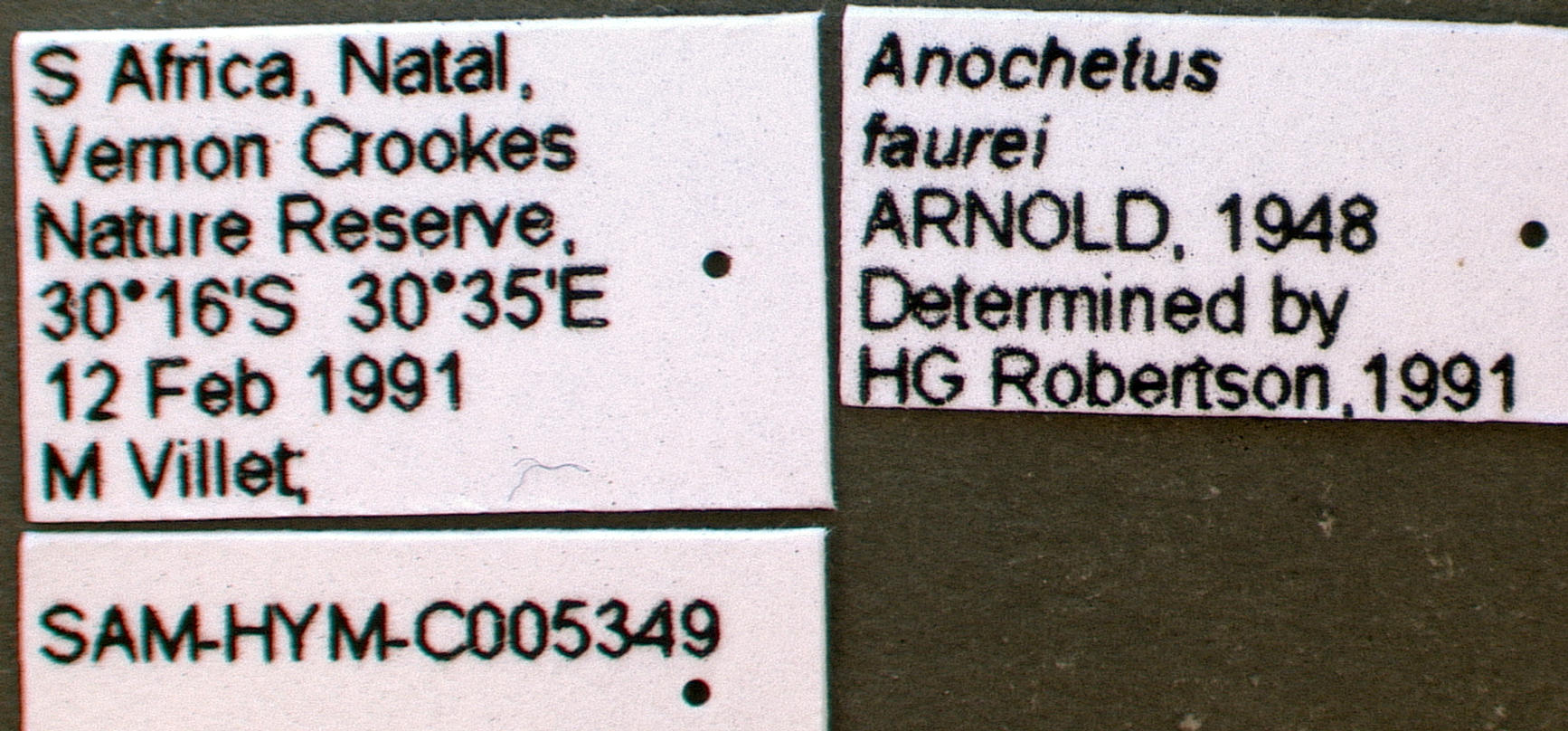
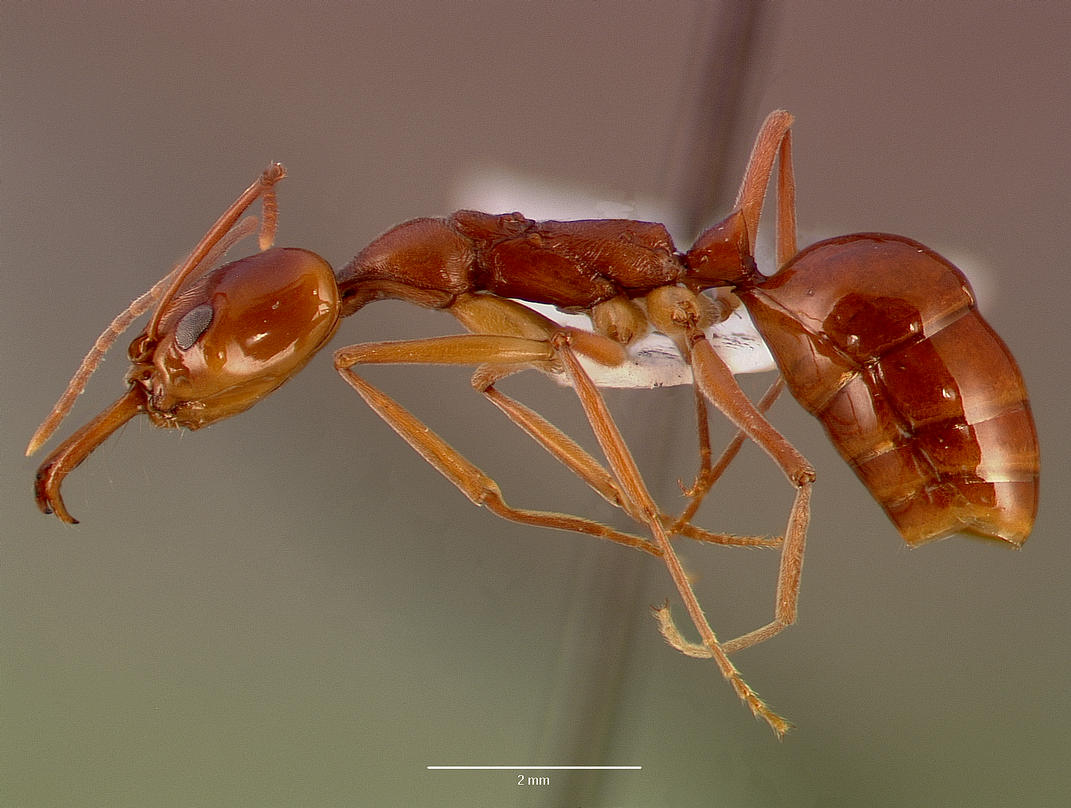
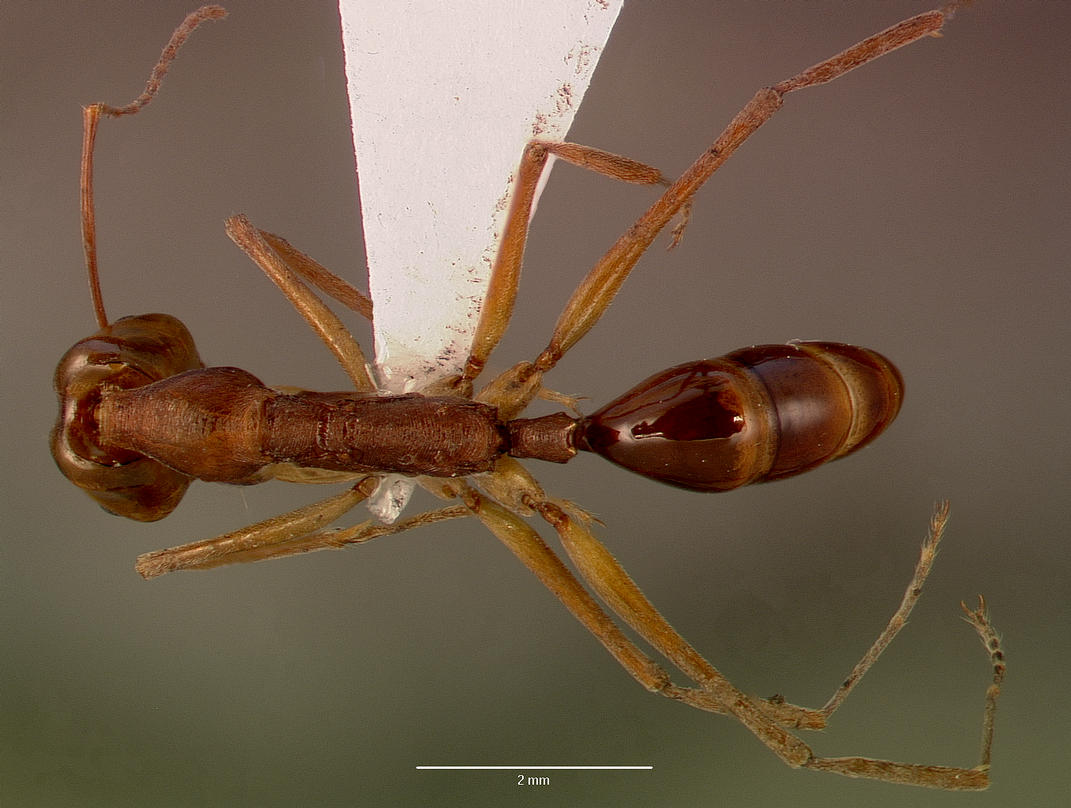
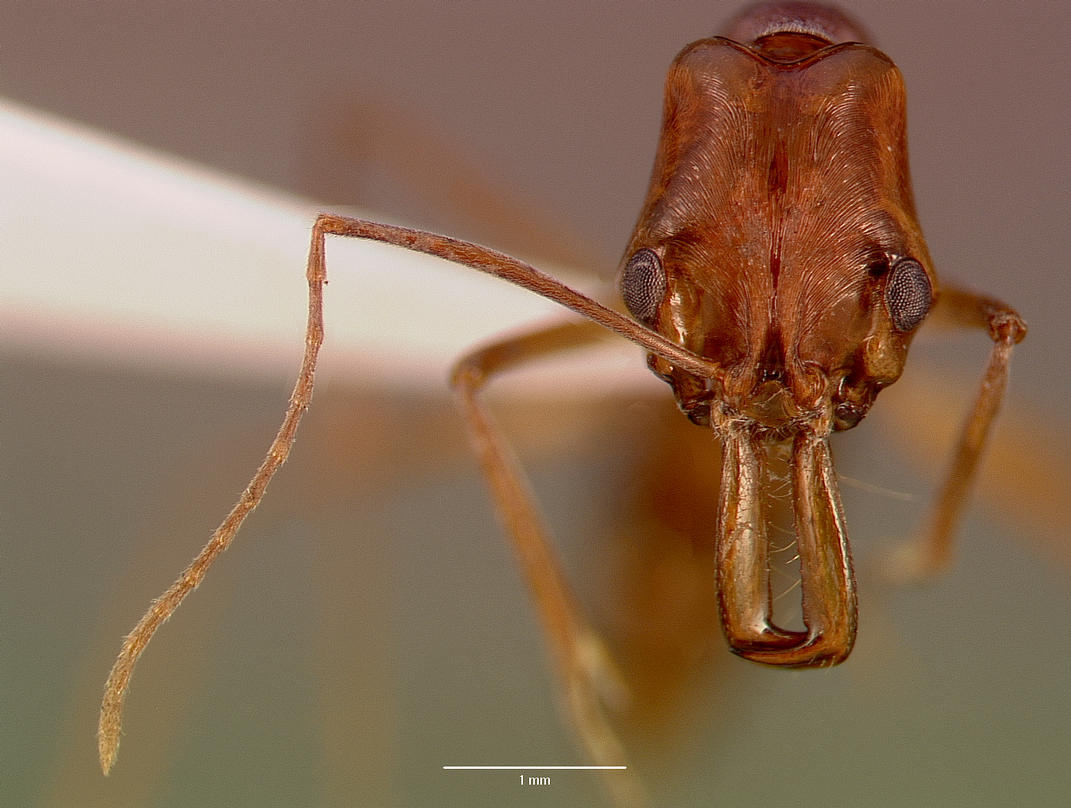